# Sinfonia n. 3 (Saint-Saëns)
La sinfonia n. 3 in do minore, op. 78 di Camille Saint-Saëns fu completata nel 1886 in quello che probabilmente era lo zenith artistico della sua carriera. Commissionata dalla Società Filarmonica inglese, venne eseguita per la prima volta a Londra, diretta dal compositore stesso. Il lavoro venne dedicato all'amico Franz Liszt, che morì quello stesso anno, due mesi dopo la prima dell'opera.
È conosciuta anche come sinfonia per organo, ma questa definizione è impropria: si tratta di una sinfonia orchestrale in cui si utilizza anche l'organo, non di una sinfonia scritta appositamente per essere eseguita all'organo (come sono invece, ad esempio, alcuni lavori di César Franck e Jean Guillou). Uno dei tratti più distintivi dell'opera è tuttavia proprio l'utilizzo ingegnoso delle tastiere: oltre all'organo, è utilizzato in diverse parti il pianoforte a due e a quattro mani.
A proposito del lavoro Saint-Saëns disse che "ci aveva messo tutto ciò che era capace di offrire". Sembra quasi che il compositore già sapesse che questo sarebbe stato il suo ultimo tentativo a un lavoro sinfonico, e che volle utilizzare l'opera come un "riepilogo" della sua carriera: passaggi per pianoforte d'alto virtuosismo, una brillante scrittura orchestrale, e il suono unico dell'organo.
Nella sinfonia viene fatto grande uso dei principi della trasformazione tematica teorizzati da Franz Liszt, così che i soggetti evolvano e maturino durante tutta la durata dell'opera.

## Movimenti
1. Adagio — Allegro moderato — Poco adagio
Il primo movimento, dopo un'introduzione calma, conduce a un tema di respiro Mendelssohniano, seguito da un secondo soggetto più morbido. Nella seconda sezione del movimento, l'organo reintroduce e trasforma il soggetto iniziale in una chiave marcatamente malinconica.
2. Allegro moderato — Presto — Maestoso — Allegro
Il secondo movimento si apre quasi come uno scherzo con una melodia portata energicamente avanti dagli archi, seguiti dagli ottoni e dal pianoforte, che assumono anch'essi parti di rilievo. Così come l'Adagio, anche il Maestoso è aperto dall'organo, introducendo un fugato orchestrale. Nell'ultima e più conosciuta sezione della sinfonia si susseguono elementi di considerevole varietà: un corale, scrittura polifonica e un breve interludio pastorale. Il climax finale, di notevole potenza sonora, porta a compimento le melodie introdotte e trasformate in tutta l'opera.

## Usi nella cultura di massa
- Il tema principale del Maestoso è stato adattato nella hit pop del 1977 If I Had Words di Francis Scott Fitzgerald e Yvonne Keeley.
- Il Maestoso è stato utilizzato nel padiglione canadese nell'Epcot a Disney World.
- Sia la canzone che la sinfonia possono essere sentiti nel film del 1995 Babe - Maialino coraggioso.